# Élections municipales costariciennes de 2020
Les élections municipales costariciennes de 2020 ont lieu le 2 février 2020 au Costa Rica afin de renouveler les conseillers des municipalités du pays.